# Olympische Sommerspiele 2008/Kanu – Einer-Kajak 500 m (Frauen)
Die Wettkämpfe im Einer-Kajak über 500 Meter bei den Olympischen Sommerspielen 2008 wurden vom 19. bis zum 23. August 2008 auf der Rennstrecke im Olympischen Ruder- und Kanupark Shunyi ausgetragen.

## Ergebnisse

### Vorläufe
Bei den drei Vorläufen am 19. August erreichten die ersten sechs Athleten der Läufe und von den verbliebenen Booten die drei zeitschnellsten das Halbfinale.

#### Vorlauf 1
| Rang | Athletin             | Nation      | Zeit         | Bemerkung  |
| ---- | -------------------- | ----------- | ------------ | ---------- |
| 1    | Katalin Kovács       | Ungarn      | 1:49,424 min | Finale     |
| 2    | Teresa Portela       | Spanien     | 1:51,654 min | Halbfinale |
| 3    | Jennifer Hodson      | Südafrika   | 1:51,655 min | Halbfinale |
| 4    | Shinobu Kitamoto     | Japan       | 1:52,148 min | Halbfinale |
| 5    | Chantal Meek         | Australien  | 1:53,374 min | Halbfinale |
| 6    | Małgorzata Chojnacka | Polen       | 1:53,635 min | Halbfinale |
| 7    | Karen Furneaux       | Kanada      | 1:54,065 min | Halbfinale |
| 8    | Estefania Fontanini  | Argentinien | 2:00,291 min |            |
| 9    | Khathia Bâ           | Senegal     | 2:17,740 min |            |

#### Vorlauf 2
| Rang | Athletin               | Nation             | Zeit         | Bemerkung  |
| ---- | ---------------------- | ------------------ | ------------ | ---------- |
| 1    | Josefa Idem            | Italien            | 1:48,864 min | Finale     |
| 2    | Zhong Hongyan          | China              | 1:49,440 min | Halbfinale |
| 3    | Lucy Wainwright        | Großbritannien     | 1:50,103 min | Halbfinale |
| 4    | Carrie Johnson         | Vereinigte Staaten | 1:50,221 min | Halbfinale |
| 5    | Henriette Engel Hansen | Dänemark           | 1:52,773 min | Halbfinale |
| 6    | Teresa Portela         | Portugal           | 1:53,761 min | Halbfinale |
| 7    | Anne Rikala            | Finnland           | 1:54,294 min | Halbfinale |
| 8    | Tazjana Fedorowitsch   | Belarus            | 1:57,881 min |            |

#### Vorlauf 3
| Rang | Athletin               | Nation      | Zeit         | Bemerkung  |
| ---- | ---------------------- | ----------- | ------------ | ---------- |
| 1    | Katrin Wagner-Augustin | Deutschland | 1:48,875 min | Finale     |
| 2    | Inna Osipenko          | Ukraine     | 1:49,776 min | Halbfinale |
| 3    | Špela Ponomarenko      | Slowenien   | 1:49,973 min | Halbfinale |
| 4    | Sofia Paldanius        | Schweden    | 1:51,110 min | Halbfinale |
| 5    | Juliana Salachowa      | Russland    | 1:51,628 min | Halbfinale |
| 6    | Erin Taylor            | Neuseeland  | 1:52,517 min | Halbfinale |
| 7    | Zulmarys Sánchez       | Venezuela   | 1:57,728 min | Halbfinale |
| 8    | Lee Sun-ja             | Südkorea    | 1:58,140 min |            |

### Halbfinals
Die jeweils drei schnellsten Athleten der Halbfinals erreichten den Endlauf.
Halbfinale 1
| Rang | Athletin             | Nation             | Zeit         | Bemerkung |
| ---- | -------------------- | ------------------ | ------------ | --------- |
| 1    | Inna Osipenko        | Ukraine            | 1:51,558 min | Finale    |
| 2    | Lucy Wainwright      | Großbritannien     | 1:52,580 min | Finale    |
| 3    | Jennifer Hodson      | Südafrika          | 1:53,209 min | Finale    |
| 4    | Carrie Johnson       | Vereinigte Staaten | 1:53,721 min |           |
| 5    | Sofia Paldanius      | Schweden           | 1:53,797 min |           |
| 6    | Teresa Portela       | Portugal           | 1:54,831 min |           |
| 7    | Chantal Meek         | Australien         | 1:54,876 min |           |
| 8    | Małgorzata Chojnacka | Polen              | 1:55,619 min |           |
| 9    | Zulmarys Sánchez     | Venezuela          | 2:02,764 min |           |

Halbfinale 2
| Rang | Athletin               | Nation     | Zeit         | Bemerkung |
| ---- | ---------------------- | ---------- | ------------ | --------- |
| 1    | Zhong Hongyan          | China      | 1:53,163 min | Finale    |
| 2    | Juliana Salachowa      | Russland   | 1:53,603 min | Finale    |
| 3    | Špela Ponomarenko      | Slowenien  | 1:53,812 min | Finale    |
| 4    | Anne Rikala            | Finnland   | 1:54,025 min |           |
| 5    | Erin Taylor            | Neuseeland | 1:54,300 min |           |
| 6    | Teresa Portela         | Spanien    | 1:54,981 min |           |
| 7    | Karen Furneaux         | Kanada     | 1:55,145 min |           |
| 8    | Henriette Engel Hansen | Dänemark   | 1:55,960 min |           |
| 9    | Shinobu Kitamoto       | Japan      | 2:01,105 min |           |

### Finale
| Rang | Athletin               | Nation         | Zeit         |
| ---- | ---------------------- | -------------- | ------------ |
| 1    | Inna Osipenko          | Ukraine        | 1:50,673 min |
| 2    | Josefa Idem            | Italien        | 1:50,677 min |
| 3    | Katrin Wagner-Augustin | Deutschland    | 1:51,022 min |
| 4    | Katalin Kovács         | Ungarn         | 1:51,139 min |
| 5    | Zhong Hongyan          | China          | 1:52,220 min |
| 6    | Špela Ponomarenko      | Slowenien      | 1:52,363 min |
| 7    | Lucy Wainwright        | Großbritannien | 1:53,102 min |
| 8    | Jennifer Hodson        | Südafrika      | 1:53,353 min |
| 9    | Juliana Salachowa      | Russland       | 1:53,973 min |